# Dwayne Schintzius
Dwayne Kenneth Schintzius (Brandon, 14 ottobre 1968 – Gainesville, 15 aprile 2012) è stato un cestista statunitense, professionista nella NBA.
Oltre che per la carriera agonistica, è noto per aver partecipato come attore, insieme ad altri colleghi della NBA quali Mark Jackson, Malik Sealy, John Salley e Rick Fox,  al film Eddie - Un'allenatrice fuori di testa (Eddie) del 1996, con Whoopi Goldberg e Frank Langella, interpretando un cestista russo di nome Ivan Radovadovitch.
È scomparso nel 2012 all'età di 43 anni a seguito di una leucemia, a causa della quale era stato sottoposto a due trapianti di midollo osseo.

## Carriera
Venne selezionato dai San Antonio Spurs al primo giro del Draft NBA 1990 (24ª scelta assoluta).

## Statistiche

### College
| Anno      | Squadra        | PG  | PT | MP   | TC%  | 3P%  | TL%  | RP  | AP  | PRP | SP  | PP   |
| --------- | -------------- | --- | -- | ---- | ---- | ---- | ---- | --- | --- | --- | --- | ---- |
| 1986-1987 | Florida Gators | 34  | -  | 27,4 | 44,0 | -    | 73,8 | 6,1 | 2,3 | 0,4 | 2,8 | 10,9 |
| 1987-1988 | Florida Gators | 35  | 35 | 30,5 | 49,1 | 20,0 | 73,0 | 6,5 | 2,3 | 0,5 | 2,6 | 14,4 |
| 1988-1989 | Florida Gators | 30  | 30 | 37,3 | 52,1 | 33,3 | 70,7 | 9,7 | 2,7 | 0,6 | 1,9 | 18,0 |
| 1989-1990 | Florida Gators | 11  | -  | 32,3 | 55,2 | 0,0  | 78,9 | 9,5 | 1,4 | 1,0 | 2,5 | 19,1 |
| Carriera  | Carriera       | 110 | 65 | 31,6 | 49,4 | 15,8 | 72,9 | 7,5 | 2,3 | 0,6 | 2,5 | 14,8 |

### NBA

#### Regular Season
| Anno      | Squadra           | PG  | PT | MP   | TC%  | 3P%  | TL%  | RP  | AP  | PRP | SP  | PP  |
| --------- | ----------------- | --- | -- | ---- | ---- | ---- | ---- | --- | --- | --- | --- | --- |
| 1990-1991 | San Antonio Spurs | 42  | 7  | 9,5  | 43,9 | 0,0  | 55,0 | 2,9 | 0,4 | 0,0 | 0,7 | 3,8 |
| 1991-1992 | Sacramento Kings  | 33  | 0  | 12,1 | 42,7 | 0,0  | 83,3 | 3,6 | 0,6 | 0,2 | 0,8 | 3,3 |
| 1992-1993 | N.J. Nets         | 5   | 0  | 7,0  | 28,6 | -    | 100  | 1,6 | 0,4 | 0,4 | 0,4 | 1,4 |
| 1993-1994 | N.J. Nets         | 30  | 7  | 10,6 | 34,5 | -    | 58,8 | 3,0 | 0,4 | 0,2 | 0,6 | 2,3 |
| 1994-1995 | N.J. Nets         | 43  | 11 | 7,4  | 38,0 | -    | 54,5 | 1,9 | 0,3 | 0,1 | 0,4 | 2,0 |
| 1995-1996 | Indiana Pacers    | 33  | 8  | 9,0  | 44,5 | -    | 61,9 | 2,4 | 0,4 | 0,3 | 0,4 | 3,4 |
| 1996-1997 | L.A. Clippers     | 15  | 0  | 7,7  | 36,1 | 50,0 | 87,5 | 1,5 | 0,3 | 0,1 | 0,6 | 2,3 |
| 1998-1999 | Boston Celtics    | 16  | 0  | 4,2  | 25,0 | -    | 75,0 | 1,2 | 0,5 | 0,0 | 0,2 | 0,7 |
| Carriera  | Carriera          | 217 | 33 | 9,0  | 40,4 | 12,5 | 63,8 | 2,5 | 0,4 | 0,1 | 0,5 | 2,7 |

#### Playoffs
| Anno     | Squadra   | PG | PT | MP   | TC%  | 3P% | TL%  | RP  | AP  | PRP | SP  | PP  |
| -------- | --------- | -- | -- | ---- | ---- | --- | ---- | --- | --- | --- | --- | --- |
| 1993     | N.J. Nets | 5  | 0  | 21,2 | 44,8 | -   | 50,0 | 5,0 | 0,8 | 0,2 | 1,2 | 5,8 |
| Carriera | Carriera  | 5  | 0  | 21,2 | 44,8 | -   | 50,0 | 5,0 | 0,8 | 0,2 | 1,2 | 5,8 |

## Palmarès
- McDonald's All-American Game (1986)